# ولسوالی زرنج
زرنج یکی از ولسوالی‌های ولایت نیمروز در جنوب باختری افغانستان است. جمعیت آن در سال ٢۰٢۰ میلادی، ۶٥٬٣١۰ نفر اعلام شده‌است.

## جغرافیا
ولسوالی زرنج از شرق با ولسوالی چخانسور، از جنوب با ولسوالی چهاربرجک، از شمال با ولسوالی کنگ و از غرب با کشور ایران همسرحد است که مرز آن با ایران به طول ٢٧٫۶ کیلومتر میباشد.

## صنایع دستی
از صنایع دستی تولیدی در این شهر به فرش بلوچی و سوزن دوزی بلوچی که توسط بلوچ های افغانستان عرضه می شود می توان نام برد.

## منبع‌ها
1. ↑  انصاری، سلطان محمد (١٣٩۰) [١٣٩۰]. جغرافیای عمومی افغانستان. ج. اول. کابل: مؤسسه نشر و پخش سرور سعادت. ص. ۳۱-۳۵.
2. ↑  "Baluchi rug". دانشنامه ایرانیکا.
3. ↑  "بازار فروش لباس خاص بلوچى در نيمروز رونق يافته است".